# Dusona lobata
Dusona lobata là một loài tò vò trong họ Ichneumonidae.